# گیوم دوپوئیتران
گیوم دوپوئیتران (فرانسوی: Guillaume Dupuytren‎؛ فرانسوی: [ɡijom dypɥitʁɛ̃]؛ ۶ اکتبر ۱۷۷۷ – ۸ فوریهٔ ۱۸۳۵) یک پزشک، استاد دانشگاه، آسیب‌شناس، کالبدشناس و جراح سرشناس اهل فرانسه بود. مشهور است که با ویزیت بالغ بر ده‌هزار بیمار در سال، وی احتمالا ثروتمند‌ترین پزشک زمان خود بوده است، تا آنجا که پس از استعفای شارل دهم پادشاه بوربون فرانسه بدنبال انقلاب ژوئیه ۱۸۳۰، توانست به وی یک میلیون فرانک (معادل ۵.۵ میلیون دلار آمریکا) پیشنهاد حمایت مالی دهد.
گرچه برای مدتی طولانی، شهرت او به‌واسطهٔ درمان بواسیر ناپلئون بناپارت بود، اما امروزه نامش به بیماری دوپویترن گره خورده که وی نخستین بار آنرا در سال ۱۸۳۱ میلادی جراحی نمود و نتایجش را در مجلهٔ معتبر لنست در سال ۱۸۳۴ میلادی منتشر کرد.
او نخستین کسی بود که توانست با استفاده از روش «سوراخ‌کاری مقطعی» (Trepanning) با موفقیت آبسه مغزی را تخلیه کند و از همین روش برای درمان تشنج‌های بیمارانش نیز استفاده نمود.
طبقه‌بندی انواع سوختگی‌ها براساس عمق آنها و آسیب بافت زیرین (به ۴ دسته: سطحی، نیمه‌ضخامت، تمام‌ضخامت و درجه چهار) در سال ۱۸۳۲ از ابداعات اوست.
وی همچنین برندهٔ جوایز و افتخاراتی همچون لقب بارون و مدال لژیون دونور شده بود.